# Ramen Daisuki Koizumi-san
Ramen Daisuki Koizumi-san (ラーメン大好き小泉さん lit. A la señorita Koizumi le gusta el ramen?) es una serie de manga escrita e ilustrada por Naru Narumi. Comenzó su serialización en la revista Manga Life Storia de Takeshobo en septiembre de 2013. Una adaptación a TV Drama fue transmitida entre junio de 2015 y diciembre de 2016 y una serie de anime coanimada por Studio Gokumi y AXsiZ se emitió en Japón entre el 4 de enero y 22 de marzo de 2018.

## Argumento
Koizumi es adorada casi como una diosa en su clase por su belleza imponente, pero es todo un misterio, ya que no se comunica con nadie por deseo propio. Pero su compañera Yū quiere conocerla más, e inesperadamente descubre la gran pasión que Koizumi tiene: el Ramen. Ambas recorrerán la ciudad para experimentar nuevos sabores e intentar forjar una amistad.

## Personajes
Koizumi (小泉?)
 Seiyū: Ayana Taketatsu
Interpretada por: Akari Hayami
Koizumi es una enigmática y hermosa niña que recientemente se mudó al vecindario. Aparentemente fría y antisocial, la única vez que su fachada se rompe es cuando está involucrado el ramen, ya sea cuando lo consume o cuando comparte su amplio conocimiento sobre los tipos y formas de preparación. Ella habla con alemán con fluidez.
Yū Ōsawa (大澤 悠 Ōsawa Yū?)
 Seiyū: Ayane Sakura
Interpretada por: Karen Miyama
Yū es una chica alegre y optimista que ha desarrollado una obsesión por su nueva compañera de clase Koizumi. Cuando descubre la pasión de Koizumi por el ramen intenta usar esto para acercarse a ella.
Misa Nakamura (中村 美沙 Nakamura Misa?)
 Seiyū: Akari Kitō
Interpretada por: Seika Furuhata
Misa es la compañera de clase de Yū, que inicialmente se pone celosa de la creciente obsesión de Yū por Koizumi. Sin embargo, es amante de las comidas picantes, y ella y Koizumi se convierten en amigas a través de esta pasión común.
Jun Takahashi (高橋 潤 Takahashi Jun?)
Seiyū : Yumi Hara
Jun es la representante estudiantil de la clase de Koizumi, Yū y Misa. Si bien le gusta el ramen, ha dejado de consumirlo en público debido a que sus lentes se empañaron una vez mientras comía en la cafetería de la escuela, hasta que Koizumi logra reavivar esa pérdida de placer.
Shū Ōsawa (大澤 修 Ōsawa Shū?)
Seiyū: Yuichi Nakamura
El hermano mayor de Yū, un estudiante universitario que trabaja en Izakaya. Al igual que su hermana, se interesa por Koizumi, pero inicialmente desconoce la pasión de Yū por ella.
Ayane Ōsawa (大澤 絢音 Ōsawa Ayane?)
 Seiyū: Kana Ueda
La prima mayor de Yū que ha estado viviendo en Osaka antes de mudarse recientemente a Tokio.

## Contenido de la obra

### Manga
Ramen Daisuki Koizumi-san es escrito e ilustrado por Naru Narumi. Comenzó la serialización en la revista Manga Life Storia de Takeshobo el 30 de septiembre de 2013. Takeshobo publicó una antología titulada Ramen Daisuki Koizumi-san Kōshiki Anthology (ラーメン大好き小泉さん公式アンソロジー?) el 30 de enero de 2018.
| N.º | Fecha de lanzamiento     | ISBN original      |
| --- | ------------------------ | ------------------ |
| 1   | 7 de octubre de 2014     | ISBN 9784812487983 |
| 2   | 14 de febrero de 2015    | ISBN 9784801950849 |
| 3   | 7 de octubre de 2015     | ISBN 9784801953611 |
| 4   | 17 de junio de 2016      | ISBN 9784801955592 |
| 5   | 30 de marzo de 2017      | ISBN 9784801957978 |
| 6   | 30 de enero de 2018      | ISBN 9784801961661 |
| 7   | 30 de noviembre de 2018  | ISBN 9784801964532 |
| 8   | 30 de septiembre de 2019 | ISBN 9784801967526 |

### Drama
Una serie dramática de acción en vivo de cuatro episodios, producida por Kyodo Television y dirigida por Tsukuru Matsuki, emitida del 27 de junio al 18 de julio de 2015 en Fuji TV. Se emitió un especial de Año Nuevo el 4 de enero de 2016 y un especial de Nochevieja el 30 de diciembre de 2016. El tema principal del programa es Ramen Daisuki Koizumi-san no Uta (ラーメン大好き小泉さんの唄) de Kobushi Factory.

### Anime
Una adaptación al anime de 12 episodios, coproducida por Studio Gokumi y AXsiZ, fue emitida en Japón entre el 4 de enero y el 22 de marzo de 2018 y transmitida simultáneamente por Crunchyroll. La serie fue dirigida por Kenji Seto con guiones de Tatsuya Takahashi y diseño de personajes de Takuya Tani. El tema de apertura es Feeling Around de Minori Suzuki, y el tema de cierre es Love Men Holic de Shiena Nishizawa.

## Recepción
Se informó en marzo de 2017 que los primeros cuatro tomos del manga vendieron más de 840,000 copias en Japón.